# Parelodina
Parelodina is een geslacht van vlinders uit de familie van de Lycaenidae, de kleine pages, vuurvlinders en blauwtjes. De wetenschappelijke naam en de beschrijving van dit geslacht werden voor het eerst in 1904 gepubliceerd door George Thomas Bethune-Baker.
Dit geslacht is monotypisch, dat wil zeggen dat het maar één soort heeft namelijk Parelodina aroa Bethune-Baker, 1904 uit Papoea-Nieuw-Guinea.